# Egy lépés előre
Az Egy lépés előre (Un paso adelante) egy spanyol televíziós sorozat. A 84 epizódból álló szériát 2002. január 8-ától 2005-ig sugározta a spanyol Antena 3 csatorna. A sorozat a spanyol nyelvű országokon kívül nagy népszerűségnek örvendett Németországban, Olaszországban, Szerbiában és Franciaországban is. Franciaországban az M6 csatorna tűzte műsorára 2004-ben, majd 2005-től a Téve csatornán futott Un, dos, tres címen. Magyarországon a Duna Televízió, a Vital Tv, az M2 és az M1 is sugározta.
A sorozat fiatal színészei a sikerre való tekintettel együttest is alapították. Az UPA Dance formációt kezdetben Beatriz Luengo, Pablo Puyol, Mónica Cruz, Miguel Ángel Muñoz és Silvia Marty alkotta. 2004-ben Pablo Puyol kivált a sorozatból, és nem sokkal később az együttes is feloszlott. Később Miguel Ángel Muñoz közreműködésével az együttes újraalakult, ezúttal Elisabeth Jordán és Edu del Prado részvételével, akik a sorozatban is helyet kaptak. Az UPA Dance dalai a sorozatban is gyakran elhangzanak, az együttes pedig elsősorban Spanyolországban, Franciaországban és Olaszországban ért el sikereket.

## Cselekmény
A történet középpontjában Carmen Arranz iskolájának ("Escuela de Artes Escénicas de Carmen Arranz") tanárai és diákjai állnak. A madridi iskola Spanyolország egyik legtekintélyesebb művészeti főiskolája, ahol a tanulók modern táncot, balettet, zenét, valamint drámát tanulnak. A sorozat végigköveti Lola, Pedro, Roberto, Ingrid, Silvia, Marta és Jero sorsának alakulását, akik mindannyian sikeres énekessé, táncossá és színésszé akarnak válni. Ám mindannyian megtapasztalják, hogy a hírnév felé vezető út meglehetősen nehéz...

## Szereplők
| Tanárok                |                  |                           | |
| Szereplő               | Színész          | Magyar hang               | Leírás |
| Carmen Arranz          | Lola Herrera     | Bókai Mária               | Az iskola alapítója és igazgatónője, híres színésznő. Családja és gyerekei nincsenek, az iskola a mindene, és bármit hajlandó lenne feláldozni érte, tanítványai és kollégái is tisztelik. A harmadik évadban veszélybe kerül az iskola, így rákényszerül arra hogy Alicia Jaurequivel együtt közösen irányítsák az iskolát. |
| Juan Taberner          | Alfonso Lara     | Végh Péter                | Az iskola zenetanára, ő a másik szereplő Carmen mellett, aki a sorozat végéig látható. Mindene a zene, nagy rajongója a Queen-nek. A nőkkel való kapcsolata elég szerencsétlen, a történet elején Diana az élettársa, a modern tánc tanár, ám később megcsalja Ingriddel, egyik diákjával. Az Ingriddel való kapcsolata is zátonyra fut, ugyanis Diana teherbe esik Juantól. Gyermekéhez mindvégig nagyon ragaszkodik, nehezen törődik bele, hogy Christóbal és Diana összeházasodtak. A későbbi részekben beleszeret JJ-be, ám sokat szenved, hogy elnyerje a szívét. Cristóbal jó barátja, az ő távozása után Marianóval barátkozik. |
| Cristóbal Soto         | Víctor Mosqueira | Czvetkó Sándor            | Igazi színész, őrült ötletekkel, az iskola drámatanára. Extrém órái miatt gyakran konfliktusba kerül diákjaival, akik ennek ellenére szeretik tanárukat. Miután Horacio feltűnik Carmen elveszi tőle a tantárgyát, így kénytelen drámatörténetet tanítani. Beleszeret Adelába, ám a nő megcsalja Pedróval, így egyedül marad. Később Dianával jönnek össze, akit feleségül is vesz. Sevillába költöznek maguk mögött hagyva Carmen Arranz iskoláját. A sorozatban ezután is gyakran említik a karaktert, kiderül, hogy Diana várandós lesz Cristóbaltól is. |
| JJ (Jasinte Jiménez)   | Toni Acosta      | Antal Olga, Murányi Tünde | Tantárgya a "speciális gyakorlatok", ahol lovagolni, lőni, harcolni, esni - azaz mindent, ami a filmezéshez kellhet - tanulhatnak a diákok. Azelőtt a hadseregben szolgált. Amikor az iskola pénzügyi gondokkal küzd, és nem kap fizetést, kénytelen összeköltözni Juanékkal. Juan beleszeret, de ő inkább Salvadorral, egy romantikus természetvédővel száll hajóra, hogy megmentsék a bálnákat. Juan elküldi neki szerelmi vallomását, de amikor JJ visszajön Juant ágyban találja Irenével. Haragos időszak következik, de a sorozat végére összejön Juannal. |
| Adela Ramos            | Natalia Millán   | Németh Kriszta            | Adelának a legzűrösebb az előélete. Alkoholista, és sztriptíztáncosnőként dolgozott egy ideig, néha még a testét is áruba bocsátotta. Azonban kiváló balerina, aki egy baleset következtében egy időre abbahagyta a balettet, és elindult lefelé a lejtőn. Családjával teljesen megszakította a kapcsolatot, Carmen Arranz a mentora, aki segített neki újrakezdeni és helyet adott neki az iskolában mint tánctanár (baletten kívül modern táncot is tanított alkalmanként). Meglepődik, amikor húga, Marta felvételt nyer az iskolába, nagyon jó kapcsolatba kerülnek. Egy ideig Cristóballal jár, majd később szakítanak Pedro miatt, Horaciónak is megtetszik, de New Yorkba utazik egy továbbképzésre, ahol állást kap, és nem tér vissza többé az iskolába, nem is említik a további hogylétét. |
| Diana de Miguel        | Beatriz Rico     | Kocsis Judit              | Az iskola modern tánc tanára, az iskolán kívül máshol nem is igazán tudott sikereket elérni, próbálkozott színházi szerepléssel is a Grease-ben, de kudarcot vallott. Juannal igazi se veled, se nélküled kapcsolatban vannak, van amikor szereti, van amikor elhagyja, majd amikor újra összejönnek Juan megcsalja Ingriddel. Később rájön, hogy gyereket szeretne, és Juant kéri meg, hogy tegyen neki "egy apró szívességet". Megszületik kisfia Juanito, és Cristóballal szövődik köztük szerelem. Végül otthagyják az iskolát, és Sevillába költöznek. Később is megemlítik őt, így megtudhatjuk hogy Christoballal boldogan élnek, és közös gyereket várnak. |
| Gaspar Ruíz            | Jaime Blanch     | Berzsenyi Zoltán          | Drámatörténetet tanít, emellett az iskola tanulmányi igazgatója. Feleségével, Luciával elválnak, de Gaspar ezen sokáig nem teszi túl magát. A nő kisemmizi, így kénytelen Juannal és Cristóballal lakást bérelni. Carmennel sokáig vonzódnak egymáshoz, de a kapcsolatukból sosem lesz semmi, mert otthagyja az iskolát, és Párizsban vállal munkát. |
| Claudia                | Rocío Calvo      |                           | Énektanár, aki mindössze egy évig tanít az iskolában. Diana barátnője, vele osztja meg problémáit. Szigorú, megköveteli a teljesítményt. Az állását azért hagyja ott, mert beleszeretett valakibe, ami azért meglepő, mert eddig megrögzött feminista volt. |
| Cristina               | Satur Barrios    | Orosz Anna                | Szintén énektanár, Claudia helyére kerül az iskolában. Ő sem tanít sokáig az iskolában, és szintén Diana barátnője, még az általános iskolából ismerik egymást. Claudiával ellentétben ő egy vicces, jó humorú lány, aki mindenben benne van. Szerelmes Gasparba, ám a férfi még nem tette túl magát válásán, így nem alakul ki közöttük komolyabb kapcsolat. Alicia rúgja ki, mert szerinte "nem éri el a kívánt szintet". |
| Alicia Jáuregui        | Fanny Gautier    | Kisfalvi Krisztina        | Silvia nagynénje, balettművész, Adela nagy riválisa. Eleinte csak néha-néha bukkan fel mint a bíráló bizottság tagja, aki minőség-ellenőrzéseket végez. Később Carmen nyakára ültetik mint társigazgatót. Senki sem bírja elviselni, de amikor Alicia egy jelentős pénzösszeggel kisegíti az iskolát a bajból, Carmen elfogadja, és együtt vezetik az iskolát. Horacióba szeret bele, de szakítanak, amikor kiderül hogy a férfi csaló. Később ismét összejönnek, de az esküvőn otthagyja, mert rájön, hogy nem akarja hozzákötni az életét. Legjobb barátnője Irene. |
| Horacio Alonso/Dalmaso | Fabián Mazzei    | Dolmány Attila            | Carmen rég nem látott nevelt fiának adja ki magát, aki Argentínából érkezik. A nő így munkát ad neki, Cristóbal tantárgyát, a színészmesterséget veszi át. Később előkerül az igazi Horacio. Carmen ekkor kirúgja, Alicia pedig szakít vele. Mégis visszakerül az iskolába, miután Cristóbal felmond. Carmennel rendeződik a viszonyuk, Aliciával azonban kapcsolatuk menthetetlenül tönkremegy. Később Silviával jön össze, és el is veszi feleségül Las Vegasban, de mindvégig szélhámos marad. |
| Irene Miró             | Esther Arroyo    | Mics Ildikó               | Alicia barátnője, balettet tanít. Horacióval és Juannal is egyéjszakás kalandba bonyolódik. Szerelmes Horacióba, később Alicia miatta hagyja ott a férfit az oltárnál. Később már nem érez semmit Horacio iránt. |
| Eva Ruíz               | Marta Ribera     | Kiss Erika                | Modern táncot tanít, emellett zseniális táncos és énekes. Meglehetősen szerencsétlen és suta, de alkalmanként csábító és szexi. Menthetetlenül szerelmes Marianóba. |
| Mariano Cuéllar        | Juan Echanove    | Berzsenyi Zoltán          | Carmen Arranz riválisa, a barcelonai iskola igazgatója. Később Carmen iskolájába kerül mint tanulmányi igazgató és drámatanár. A diákokkal szigorú, nem veszi észre Eva szerelmét sem. Saját rádióműsorából Juan túrja ki. Börtönből szabadult öccse, Lucas rengeteg bajt okoz. |
| Nacho Salinas          | William Miller   | Dévai Balázs              | Juan segédje, feltett szándéka bármi áron megszerezni Lola szerelmét |
| Antonio Milà           | Pedro Peña       | Makay Sándor              | Az iskola gondnoka és mindenese, előtte nincsenek titkok, mindenki szereti és ő is szeret mindenkit. Carmen barátja, Pedro pártfogója. |

Diákok
- „Dolores "Lola" Fernández” – Beatriz Luengo (2002-2005) (Szénási Kata, Ruttkay Laura)
- „Roberto Arenales” – Miguel Ángel Muñoz (2002-2005) (Papp Dániel)
- „Silvia Jáuregui” – Mónica Cruz (2002-2005) (Németh Borbála)
- „Ingrid Muñoz” – Silvia Marty (2002-2005) (Szitás Barbara)
- „Pedro Salvador” – Pablo Puyol (2002-2005) (Bede-Fazekas Szabolcs, Kálid Artúr)
- „Marta Ramos” – Dafne Fernández (2002-2005) (Kokas Piroska)
- „Luisa Ruiz” – Arantxa Valdivia (2002-2005)
- „Erika” – Erika Sanz (2002-2005)
- „Sonia” – Patricia Arizmendi (2002-2005)
- „Jeronimo "Jero" Juiz” – Raúl Peña (2002-2004) (Pálmai Szabolcs)
- „César Martin” - Edu Del Prado (Kisfalusi Lehel)
- „Junior” – Junior Míguez (2002-2003)
- „José” – Alfonso Bassave (2002)
- „Benito "Beni" López” – Asier Etxeandia (2002)
- „Ufo” – Álex González (2004)
- „Friqui” – Israel Rodríguez (2004)
- „Pavel Rodriguez” – Yotuel Romero (2003-2004)
- „Rafael "Rafa" Torres” - Ricardo Amador

Egyéb szereplők
- „Tania” - Elizabeth Jordán
- „Román Fernández” – Mario Martín (2002-2005)
- „Jorge Fernández” – Omar Muñoz (2002-2005)
- „Paula Lacarino” - Chiqui Fernández (Andresz Kati)
- „Jonatan” – Jonatan Cerrada (2004)
- „Víctor Arenales” – José Ángel Egido (2002-2004)
- „Roberto édesanyja” – Amparo Vega León (2003-2004)
- „Sergio” – Francisco Javier Múñoz (2002-2003)
- „Bea” – Judit Mariezkurrena (2002-2003)
- „Pedro édesapja” – Simón Andreu (2002-2003)
- „Pedro édesanyja” – María Jesús Hoyos (2002-2003)
- „Paloma” – Sonia Castelo (2004)
- „Ingrid édesanyja” – Vicky Peña (2003)
- „Arturo Jáuregui” – Carlos Larrañaga (2003)
- „Álvaro” – Iñaki Font (2003)
- „Amelia” – Amparo Soler Leal (2004)
- „Nuria” – Pilar Bardem (2004)
- „Lucas” – Enrique San Francisco (2005)
- „David” - David Ortuño

## Epizódlista
1. évad:

01 : Az első rosta (Lever de rideau)

02 : A világot jelentő deszkák (Coup de théâtre)

03 : Anyagi gondok (Une question d'argent)

04 : Az első lépések (Les premiers pas)

05 : Vetélytársak (Rivalités)

06 : Ámor nyila (Les flèches de cupidon)

07 : Kötéltánc (Comme des funambules)

08 : Fókuszban (Mise au point)

09 : Le az álarccal (Bas les masques)

10 : Elsők és utolsók (Premières et dernières)

11 : Lángoló szívek (Cœurs enflammés)

12 : Egyszer mindenre fény derül (Révélations)

13 : A lázadás (Rebellions)

14 : A nagy fáradtság (Grosse fatigue)

15 : Féltékenység (Jalousies)

16 : Vészhelyzet (État d'urgence)

17 : Forró vágyak (Convoitises)

18 : Szerelmi háromszög (Triangle amoureux)

19 : Feszült légkör (Hautes tensions)

20 : Az ítélet (Le verdict)
2. évad:

01 : Romba dőlt tervek (Sur les chapeaux de roues!)

02 : A büntetés (La sanction)

03 : Leánykérés (La demande en mariage)

04 : Zajos társbérlők (Cohabitation difficile)

05 : Lola születésnapja (L'anniversaire de Lola)

06 : Rock and Roll életérzés (Rock'n roll attitude)

07 : A nagy készülődés (Branle bas de combat)

08 : Kabaré (Cabaret)

09 : Család, te rémálom! (Famille je vous hais)

10 : A glória árnyékában (Rêves de gloire)

11 : Senki többet harmadszor (Rien ne vas plus)

12 : Kétségek között (Dilemme)

13 : Második lehetőség (Seconde chance)

14 : Sztárocskák és stressz (Stars et stress)

15 : Menni vagy maradni? (Ombres et lumières)

16 : Az érem másik oldala (Volte face)

17 : Nehéz a művész élete (Dur dur la vie d'artiste)

18 : Dupla vagy semmi (Double jeu)

19 : Kísért a múlt (Bis repetita)

20 : A viszály (La zizanie)

21 : Boldog Karácsonyt! (Joyeuses fêtes)
3. évad:

01 : A vizsgák (Les évaluations)

02 : Nincs kiút (Sans issue)

03 : A szerelem örvényei (Vertiges de l'amour)

04 : Szerelem, nyomor, flamenco (Amour, chômage et flamenco)

05 : Élesedő osztályharc (Lutte des classes)

06 : A salsa verseny (Concours de salsa)

07 : Szívfájdalmak (Grosse déprime)

08 : Lassú víz partot mos (Histoire d'eaux)

09 : Csevegés a világhálón (Rencontre sur le net)

10 : Meglepetés (Surprise!)

11 : Anya és fia (Mère et fils)

12 : Versengés (La compétition)

13 : A lehetőség (Une occasion en or)

14 : Az ismeretlen sztár (La star inconnue)

15 : Borotvaélen (Sur le fil du rasoir)

16 : Mutasd, mid van (Cartes sur table)

17 : A nagy ábránd (La grande illusion)

18 : Megbélyegezve (Présumé coupable)

19 : Hazugságok (Mensonges)

20 : Vigyázat, örvényben! (Attention, turbulences)

21 : Az utolsó esély (Dernières chances)
4. évad:

01 : A nagy találkozások (Les grandes retrouvailles)

02 : A legszebb ajándék (Le plus beau des cadeaux)

03 : Egy nő bőrében (Dans la peau d'une femme)

04 : A gála (Le gala)

05 : Kétségek között (En plein doute)

06 : Aludj kicsim, aludjál! (Dors bébé dors)

07 : Veszélyes játék (Un jeu dangereux)

08 : A mestermű (Le chef-d'œuvre)

09 : Sztriptíz (Strip-tease)

10 : Konfliktusok, nehézségek (réglements de compte)

11 : A gyanú (Soupçons)

12 : A láthatatlan ember (L'homme invisible)

13 : Nehéz időszak (Mauvaise passe)

14 : Egy bolond éjszaka (Nuit de folie)

15 : Viharos ügyek (En pleine tempête)

16 : A cél szentesíti az eszközt (La fin justifie les moyens)

17 : A krízis (La crise)

18 : A veszély szerelmesei (L'amour du risque)

19 : Veszedelmes viszonyok (Les liaisons dangereuses)

20 : Nőügyek (Affaires de femmes)

21 : Nehéz döntés (Un choix difficile)

22 : Öten egy lakásban (Cinq a la maison)

23 : A kibékülés (Réconciliation)

24 : A szélhámos (L'imposteur)
5. évad:

01 : Mozgalmas hazatérés (Une rentrée mouvementée)

02 : Szívfájdalmak (Peine de cœur)

03 : Királyi esküvő (Mariage Royal)

04 : Az örökség (L'héritage)

05 : Bye, Bye, Hollywood! (Bye bye Hollywood)

06 : "Vígözvegyek" (Les veuves joyeuses)

07 : Tisztességtelen módszerek (La manière forte)

08 : Mocskos tréfa (L'insulte)

09 : Városnézés (Suivez le guide)

10 : A látszat néha csal (Faux et usage de faux)

11 : Gáncsoskodás (Harcèlement)

12 : Exkluzív interjú (Le scoop)

13 : Apró titkok (Petites cachotteries)

14 : Szólóban (En solo)

15 : A szerelem sötét verem... (Ah l'amour...toujours l'amour)

16 : Orvosság a bajra (Aux grands maux...)

17 : Gyógymasszázs (... les grands remèdes !)

18 : Kétes ügyletek (Une affaire de dupes)

19 : A kerekasztal lovagjai (Les chevaliers de la table ronde)

20 : Az ismeretlen férfi (L'inconnu)

21 : Szökik a boldogság (Fuir le bonheur)

22 : Az esküvő (Jour de fête)
6. évad:

01 : Függetlenség (Indépendance)

02 : A szökés (L'évasion)

03 : A csábítás művészete (L'art de la séduction)

04 : Örökre a barátod (Amis pour la vie)

05 : Kulturális sokk (Le choc des cultures)

06 : Megszállottság (Obsession)

07 : Ha egy pletyka elindul... (Elle court, elle court la rumeur)

08 : Zavaros vizeken (En eaux troubles)

09 : Az első szerep (Le premier rôle)

10 : Las Vegas, itt vagyunk! (Las Vegas, nous voila!)

11 : Szerelem élő adásban (L'amour en direct)

12 : Mi van a pad alatt? (La main dans le sac)

13 : Furcsa pár (Drôle de couple)

14 : A hős (Le négociateur)

15 : Szabad országban (Une espionne parmi nous)

16 : Nemek háborúja (La guerre des sexes)

17 : A szellem (Un fantôme pour Lola)

18 : Ketten egyedül (Seules au monde)

19 : A vetélytársak (Rivales)

20 : Igaz szerelem (A la folie)

21 : Döntő fordulat (Virage décisif)

22 : Úton a siker felé (En route pour le succes)

## Fordítás
- Ez a szócikk részben vagy egészben az Un paso adelante című spanyol Wikipédia-szócikk fordításán alapul.  Az eredeti cikk szerkesztőit annak laptörténete sorolja fel. Ez a jelzés csupán a megfogalmazás eredetét és a szerzői jogokat jelzi, nem szolgál a cikkben szereplő információk forrásmegjelöléseként.

## Külső hivatkozások
- Hivatalos weboldal
- G portál
- Mindenki lapja
- a sorozat összes zenéje epizódonként